# 普里尤蒂夫卡
48°43′13″N 33°3′55″E / 48.72028°N 33.06528°E

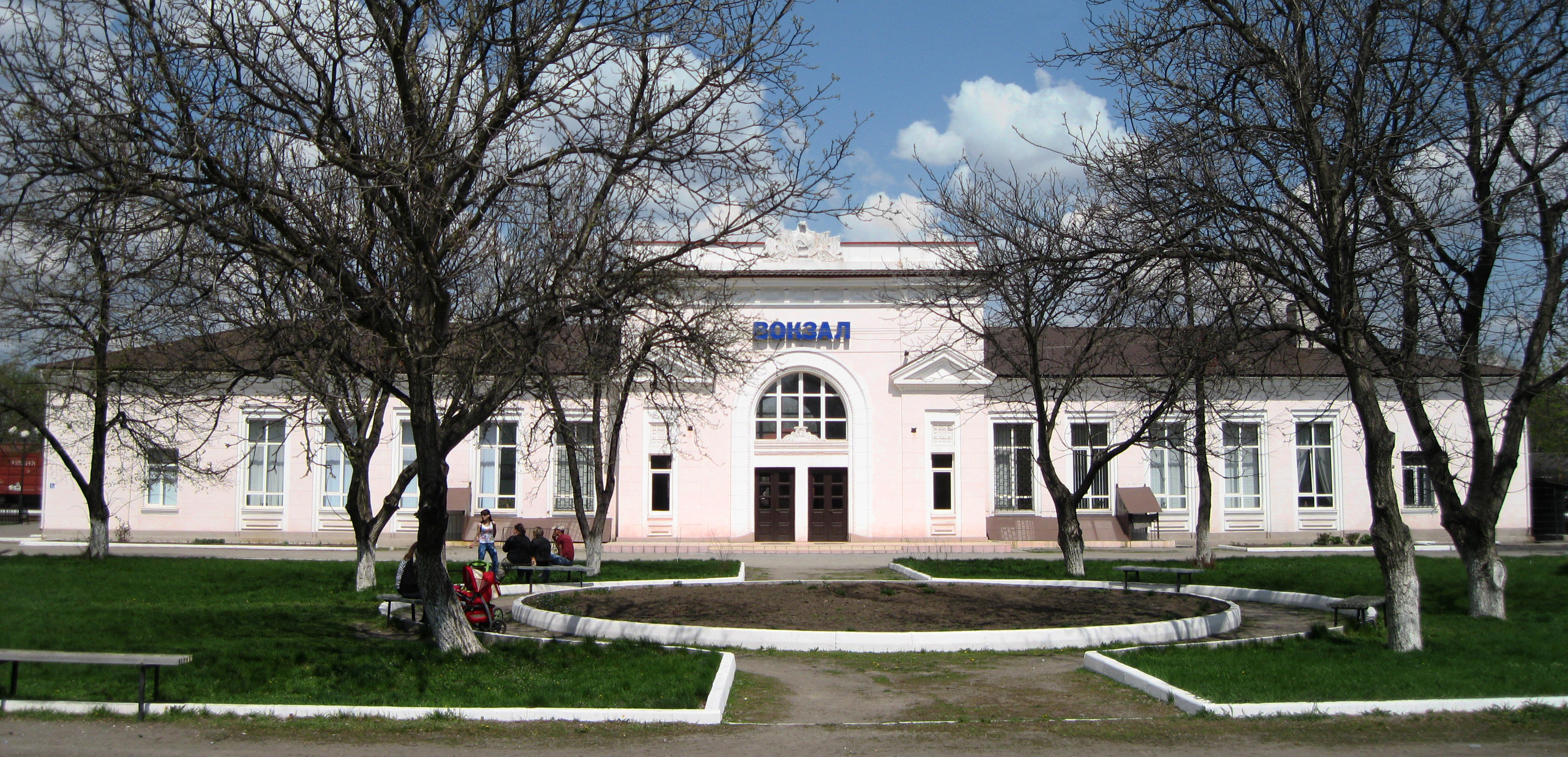
火车站

普里尤蒂夫卡（烏克蘭語：Приютівка），是烏克蘭中部基洛夫格勒州亞歷山德里亞區普里尤蒂夫卡市镇内的市級鎮及其行政中心。處於因胡莱茨河右岸，距離基洛沃格勒84公里，2012年人口3,303。